# Israel Schochat

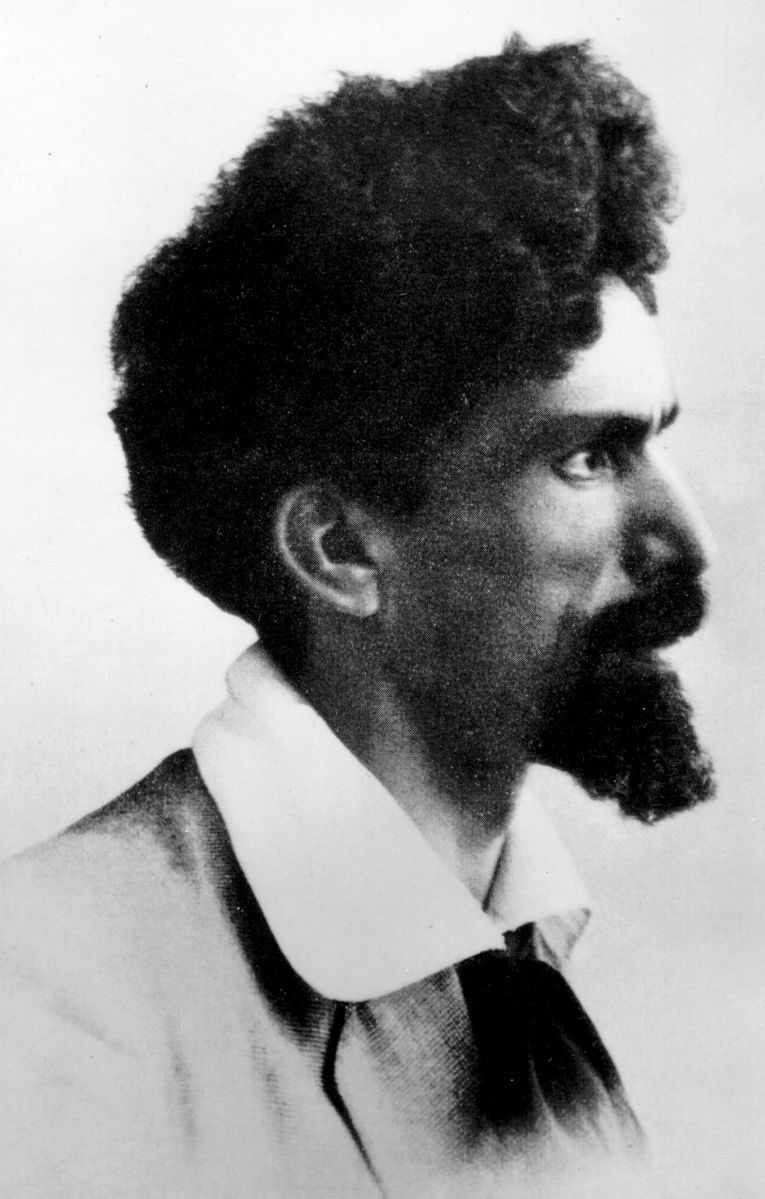
Israel Schochat

Israel Schochat (Namensvariante: Schochet; * 1886 in Liskowa, Weißrussland; † 7. Juni 1961 in Israel) war einer der ersten führenden Zionisten. Er gründete und leitete die Organisation HaSchomer (deutsch "Der Wächter"). Er war der Ehemann von Manja Schochat.

## Leben
Schochat wurde in der Provinz Grodno als Sohn einer Familie jüdischer Grundbesitzer geboren (später verspekulierte der Vater allerdings fast das gesamte Vermögen an der Börse). Als Jugendlicher schloss er sich der Partei Poale Zion an und wanderte 1904 nach Erez Israel aus. Zuvor hatte er die größeren Städte Russlands bereist und verschiedene Ortsgruppen der Poale Zion gegründet. Das Pogrom von Kischinjow rief in ihm einen Sinneswandel hervor, und er gelobte, nicht eher zu ruhen, als bis er die ganze russisch-jüdische Jugend als gewöhnliche Arbeiter, Tagelöhner, Feldarbeiter ausgebildet und nach Erez Israel überführt haben würde. Vor seiner Auswanderung hielt er sich 1904 zunächst noch in Deutschland auf, wo er sich weiter in der Landwirtschaftstechnik ausbilden ließ.
Nach seiner Alija im März 1904 in Erez Israel angekommen, bemerkt er, dass die dortigen jüdischen Siedlungen hauptsächlich auf arabischen Arbeitskräften beruhten und von beduinischen, tscherkessischen und maghrebinischen Wächtern bewacht wurden, beschloss er die Gründung einer Untergrundbewegung, um jüdische Arbeiter und Wächter an ihre Stelle treten zu lassen. Nachdem er 1907 am achten Zionistenkongress teilgenommen hatte, gründete er im selben Jahr in Jaffa eine zehnköpfige Untergrundorganisation namens Bar Giora (benannt nach einem der Führer der Aufstände im Jüdischen Krieg gegen die Römer).
Als Leiter dieser Gruppe begab sich Schochat nach Sejera (später Ilaniya) in Galiläa, wo er die umliegenden Siedlungen überzeugte, ihre Bewachung jüdischen Wächtern anzuvertrauen. 1909 gründeten die Mitglieder von Bar Giora die Organisation HaSchomer ("Der Wächter"). 1910 versuchte Schochat, mittels einer neu zu gründenden "Arbeitslegion" jüdische Arbeitskräfte in den Siedlungen einzuführen. Dieses Vorhaben stieß jedoch auf den Widerstand jüdischer Arbeiterparteien. Ende 1912 reiste Schochat zusammen mit Jitzchak Ben Tzwi und David Ben Gurion nach Konstantinopel, um Jura zu studieren (bei den Gerichtsverhandlungen in der türkischen Hauptstadt gegen den Aufbau jüdischer Kolonien in Palästina, die von Beduinen überfallen worden waren, hatte Israel Schochat einen bemerkenswerten Mangel an rechtskundigen Juden festgestellt, dem er abhelfen wollte).
Beim Ausbruch des Ersten Weltkriegs gehörte Schochat zu denjenigen, welche die Gründung einer jüdischen Miliz vorschlugen, um die Ordnung im Lande aufrechtzuerhalten. Die türkischen Behörden widersetzten sich diesem Vorhaben, verhafteten Schochat und seine Frau Manja und deportierten sie in die anatolische Stadt Bursa, wo sie dreieinhalb Jahre schmachten mussten.
1917 erhielt Schochat die Erlaubnis, an der Konferenz von Poale Zion in Stockholm teilzunehmen, und kehrte im Frühling 1919 nach Palästina zurück. Zusammen mit weiteren Mitgliedern des HaSchomer gehörte er zu den Gründern der Hagana.
Wegen Kontroversen über den organisatorischen Aufbau der Hagana zog er sich jedoch bald aus deren Kommando zurück und versuchte, im Rahmen des "Arbeiterbataillons" (Gedud ha-Avoda) ein eigenes Verteidigungssystem mit dem Aufbau eines Waffenlagers in Kfar Giladi zu errichten, und entsandte Mitglieder zur militärischen Ausbildung nach Europa. 1925 reiste er nach Moskau, um mit hohen sowjetischen Behörden Geheimverhandlungen über eine mögliche Zusammenarbeit zwischen seiner Gruppe und dem sowjetischen Geheimdienst zu führen, doch diese Bemühungen erwiesen sich als völlig fruchtlos. Schochat und seine Mitstreiter wurden vor einen Ausschuss der Histadrut zitiert, wo sie über ihre separatistischen politischen Aktivitäten befragt wurden.
Mit der Auflösung von Gedud ha-Avoda musste Schochat vom Hauptteil seiner öffentlichen Tätigkeiten zurücktreten. Als Rechtsanwalt verteidigte er später Gefangene der Hagana, und nach der Gründung des Staates Israel (1948) wurde er Rechtsberater des Polizeiministers. Seine Memoiren wurden in Kovez Ha-Shomer (1937) und in Sefer Ha-Shomer (1957) veröffentlicht.